# Заборское
Заборское — деревня в Кунгурском районе Пермского края в составе Троельжанского сельского поселения.

## География
Деревня находится в западной части Кунгурского района, примыкая к селу Троельга с юга.

## Климат
Климат умеренно-континентальный с продолжительной снежной зимой и коротким, умеренно-тёплым летом. Средняя температура июля составляет +17,8 0С, января −15,6 0С. Среднегодовая температура воздуха составляет +1,3°С. Средняя продолжительность периода с отрицательными температурами составляет 168 дней и продолжительность безморозного периода 113 дней. Среднее годовое количество осадков составляет 539 мм.

## История
Деревня известна с 1782 года. 

## Население
Постоянное население составляло 141 человек в 2002 году (97% русские), 143 человека в 2010 году.